# 列支敦士登护照
列支敦士登公国护照是列支敦士登政府发給其公民供其证明其國籍和身份的旅行證件。 
列支敦士登护照的封面为蓝色。列支敦士登公民在瑞士享有和其国民同等的待遇，并且可以在欧洲联盟和欧洲自由贸易联盟国家自由行动或定居。
根据2025年1月8日发布的亨利护照指数，列支敦士登护照可免签证、落地签证或电子签证入境182个国家和地区，位居世界第13。